# ピストイア
ピストイア（伊: Pistoia ( 音声ファイル)）は、イタリア共和国トスカーナ州北部にある都市で、人口約89,000人の基礎自治体（コムーネ）。ピストイア県の県都である。
フィレンツェの北西約33kmに位置し、その大都市圏 (it:Area metropolitana Firenze - Prato - Pistoia) に含まれる。

## 地理

### 位置・広がり
ピストイアの市街はピストイア県の東部に位置し、州都フィレンツェの北西約33km、ピサの北東約47km、ボローニャの南南西約71kmにある。
コムーネ（自治体）としてのピストイアの面積は 236.77 km2 に及び、ピストイア県の北東部に広がっている。コムーネの面積は県のおよそ1/4を占めている。中心市街はコムーネの南部に位置し、北はエミリア＝ロマーニャ州と接する。

#### 隣接コムーネ
隣接するコムーネは以下の通り。括弧内のBOはボローニャ県（エミリア＝ロマーニャ州）、POはプラート県所属を示す。
- リッツァーノ・イン・ベルヴェデーレ (BO) - 北
- アルト・レーノ・テルメ (BO) - 北
- サンブーカ・ピストイエーゼ - 北東
- カンタガッロ (PO) - 北東
- モンターレ - 東
- アリアーナ - 東
- クアッラータ - 南東
- セッラヴァッレ・ピストイエーゼ - 南西
- マルリアーナ - 西
- サン・マルチェッロ・ピテーリオ - 北西

### 地勢
フィレンツェ平野の北西部に位置する。アルノ川の支流であるオンブローネ・ピストイエーゼ川 (it:Ombrone Pistoiese) が市域を流れる。

### 気候分類・地震分類
ピストイアにおけるイタリアの気候分類 (it) および度日は、zona D, 1885 GGである。
また、イタリアの地震リスク階級 (it) では、zona 2 (sismicità media) に分類される。

## 歴史

### 古代
ピストイアの地は、ガリア人やリグリア人、エトルリア人の居住地であった。紀元前6世紀、カッシア街道沿いのこの都市は、ローマの植民都市となった。ラテン語では Pistorium や Pistoriae などとも綴られる。
紀元前62年、共和政ローマの転覆を図ったルキウス・セルギウス・カティリナとその同調者は、この都市の近くで処刑された。

### 中世
5世紀以降、ピストイアは司教座都市となった。ランゴバルド王国の統治の下、この都市は王の都市としていくつかの特権を獲得した。1177年、ピストイアは自由都市（コムーネ）であることを宣言し、重要な政治の中心地となった。以後、市壁や公共建築物・宗教建築物の建設などが行われている。
教皇派（ゲルフ）と皇帝派（ギベリン）の争いの中で、ピストイアはギベリンにつき、ゲルフのフィレンツェに敗れた。しかし、党派抗争はゲルフ内部の黒派と白派に受け継がれた。14世紀の半ば、ルッカの傭兵隊長 Castruccio Castracani によって占領された短い時期を除き、ピストイアはフィレンツェによって統治をされた。1530年、都市は正式にフィレンツェ共和国に併合された。なお、フィレンツェ共和国は1532年に、メディチ家が名実ともに君主として支配するフィレンツェ公国となり、1569年にはトスカーナ大公国となった。
フィレンツェの政治家・作家であるダンテは『神曲』地獄篇（1304年から1308年頃）の中で、登場人物ヴァンニ・フッチ (Vanni Fucci) の故郷を自由都市ピストイアに設定した。盗賊のヴァンニは神を呪った罪により、ヘビによって責めさいなまれている。
16世紀、この都市では短銃の生産が盛んとなったが、一説によればピストイアは「ピストル」の名の由来となったという 。1540年ころにこの町に住む銃工カッミーロ・ヴィッテーリ（Camillo Vitelli）が短銃を発明し、それがピストルの語源になった、という説がある。

### 近世
1787年、ジャンセニスムによる教会改革を掲げた著名な教会会議がピストイアで開かれている (Synod of Pistoia) 。

## 行政

### 行政区画
ピストイアには、以下の分離集落（フラツィオーネ）がある。
| - Badia a Pacciana - Baggio - Bargi - Barile - Bonelle - Borghetto - Bottegone - Bussotto - Caloria - Campiglio - Canapale - Candeglia - Capostrada - Casamarconi - Case Nuove di Masiano - Cason dè Giacomelli - Cassarese - Castagno di Piteccio - Castagno di Pieve a Celle - Castel dè Gai - Castel di Cireglio - Chiazzano - Chiesina Montalese - Chiodo - Cignano - Ciliegiano - Cireglio - Collina, - Corbezzi - Corsini Bianchi | - Corsini Neri - Cucciano - Fabbrica - Felceti - Forralpitta - Gagliorana - Gello - Germinaia - Grabbia - Groppoli - Iano - Il Cassero - Il Fiano - Il Poeta - Le Fornaci - Le Fornaci di San Giorgio - Le Grazie - Le Piastre - Le Pozze - Le Querci - Lupicciano - Lo Scornio - Masiano - Nespolo - Orsigna - Piazza - Piestro - Pieve a Celle - Piteccio - Piuvica | - Pontelungo - Pontenuovo - Ponzano - Pracchia - Pupigliana - Ramini - San Mommè - San Biagio - San Felice - San Giorgio - San Pantaleo - San Pierino Casa al Vescovo - San Rocco, Sant'Agostino - Sant'Alessio in Bigiano - San Quirico - Santomato - Santomoro - Sarripoli - Sasso di Cireglio - Saturnana - Spazzavento - Stazzana - Torbecchia - Uzzo - Valdibrana - Valdibure - Vicofaro - Villa di Baggio - Villa di Cireglio - Villa di Piteccio - Villanova di Valdibrana - Villaggio Belvedere |

## 社会

### 経済・産業
ピストイアは、周辺に広がる広大な庭園で知られる。付近のペーシャと同様、ピストイアは、花市場でも知られている。

## スポーツ

### サッカー
プロサッカークラブであるUSピストイエーゼ1921が本拠を置く。2017-18シーズンはセリエC（3部リーグ）に属している。

## 姉妹都市
- クルシェヴァツ（セルビア） - 1967年より
- ツィッタウ（ドイツ） - 1971年より
- ポー（フランス） - 1975年より
- 白川町（日本・岐阜県）[7][8]
  - 1994年10月30日 姉妹都市提携

1984年、白川町に工房を持つオルガン建造家辻宏がピストイアのオルガン修復に携わり、ピストイアの名誉市民となったことが契機となり交流が始まる。
- パレルモ（イタリア） - 1996年より
- オネシュティ（ルーマニア） - 2005年より
- 2014年より、ピストイアとサンティアゴ・デ・コンポステーラの提携を視野に入れた一連の取り組みが進められている[9]。

## 人物

### 著名な出身者
- クレメンス9世 - 17世紀のローマ教皇
- クリスチャン・オルランディ - 俳優
- マウロ・ボロニーニ - 映画監督